# Bachibac
Bachibac es un programa de doble titulación que, desde el curso escolar 2008/2009, se imparte dentro de la etapa de enseñanza secundaria post-obligatoria en determinados centros bilingües autorizados de España y Francia, y que permite a quienes lo cursan acceder a una doble titulación, el título de Bachiller español y el de Baccalauréat francés, así como al sistema de enseñanza superior de ambos países.

## Origen y evolución del programa
El programa es fruto del Acuerdo entre el Gobierno del Reino de España y el Gobierno de la República Francesa hecho "ad referedum" durante la Cumbre Franco-Española de enero de 2008., que fue firmado por los, entonces, ministros de Educación de ambos países, Mercedes Cabrera y Xavier Darcos.

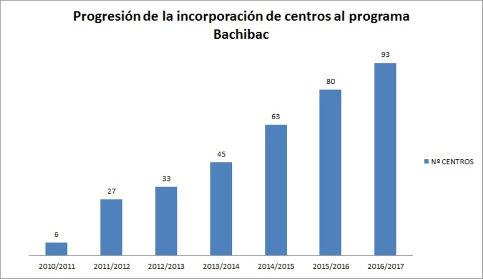
Progresión de centros que imparten el programa desde su implantación

En España el programa se implantó en el año académico 2010-2011 en dos comunidades autónomas (Cataluña y Región de Murcia) y desde ese momento no ha dejado de crecer, como consecuencia de la gradual incorporación al mismo de nuevas comunidades autónomas y de un incremento notable, dentro de cada una de ellas, de los centros, públicos y privados, que ofrecen a su alumnado este tipo de enseñanza.  Durante el curso 2011-2012 se incorporaron al mismo las Comunidades de Andalucía, Castilla y León, Madrid y el propio Ministerio de Educación, Cultura y Deporte mediante el Liceo Español “Luis Buñuel”, dependiente de la Consejería de Educación de la Embajada de España en Francia. En el año académico 2012-2013 se sumó la Comunidad de Canarias y en el curso 2013-2014 se unieron las Comunidades de Navarra, Islas Baleares y Castilla-La Mancha. En el curso 2013-2014 en el programa participaron más de 1000 alumnos. Finalmente, en el curso 2014-2015 se unen las Comunidades de Cantabria y Galicia. En ese año  eran 62  los centros educativos Bachibac Archivado el 20 de mayo de 2017 en Wayback Machine.; en el curso 2016-2017 superaron los 90. 
En Francia el programa Bachibac se desarrolla en 77 centros educativos, siendo 25 los centros que iniciaron el programa en el año académico 2010-2011.

## Características básicas
El programa Bachibac sigue un currículo mixto, previamente acordado por las administraciones educativas de ambos países, que incorpora los contenidos considerados necesarios por cada una de éstas para que los alumnos que los cursen puedan obtener tanto el título de Bachiller como el de «Baccalauréat». En cada país, los centros participantes deben impartir en la lengua del otro al menos dos materias: Lengua y literatura e Historia, incorporando en el currículo de esta última los contenidos considerados esenciales para conocer adecuadamente la realidad histórica, social y política de ambos países. Además, los centros pueden impartir en la otra lengua otras disciplinas no lingüísticas pertenecientes, bien al ámbito de las ciencias sociales, bien al científico, hasta completar los mínimos acordados.
Las enseñanzas de este currículo mixto tienen entre sus objetivos permitir a los alumnos alcanzar, al menos, el nivel de usuario experimentado (Nivel B2) del Marco europeo común de referencia para las lenguas, tanto en lengua española como en lengua francesa.
Una vez superadas todas las materias correspondientes a la etapa, los alumnos que deseen obtener la doble titulación deben, además, superar una prueba externa sobre las materias específicas del currículo mixto.
En España, para ser admitidos al programa, los alumnos deben haber cursado la Educación secundaria obligatoria en una sección bilingüe hispano-francesa o haber efectuado toda o parte de su escolaridad obligatoria en el sistema educativo de un país de lengua francesa, o poder acreditar un nivel equivalente al B1 del Marco común europeo de referencia para las lenguas, en el uso de la lengua francesa al comienzo del Bachillerato.